# Caroline Ducey
Caroline Ducey, de son nom de naissance Caroline Trousselard, née le 12 décembre 1976 à Sainte-Adresse (Seine-Maritime), est une actrice française .

## Biographie

### Carrière d'actrice
Le père de Caroline est pilote maritime et sa mère professeur de sciences. Elle grandit à Marseille et suit dès son enfance des cours de danse classique et des cours de théâtre auprès des élèves de Mlle Lamberton, directrice du Conservatoire d'art dramatique de Marseille. Elle entre au conservatoire l'année de sa terminale.
Elle fait ses débuts au cinéma en 1993 dans le film Trop de bonheur de Cédric Kahn, en répondant à une annonce de casting affichée dans son lycée à Marseille ; le film sera sélectionné au festival de Cannes dans la section Un certain regard en 1994.
L'année suivante, elle s'installe à Paris et entre en classe préparatoire littéraire au lycée Condorcet[réf. souhaitée] et prépare le concours de l'École normale supérieure. Elle obtient son deuxième rôle principal dans Familles je vous hais de Bruno Bontzolakis en 1996.
Elle atteint la notoriété en 1999 avec Romance, réalisé par Catherine Breillat. Le film propose une « réflexion » sur le désir féminin et masculin et fait bouger les lignes de leur représentation traditionnelle. Elle obtient à cette occasion une nomination au César du meilleur espoir féminin et reçoit en 2000 l'Étoile d’or de la révélation féminine, pour son interprétation dans le film.
Elle poursuit sa carrière en intervenant dans des films d'auteurs qui questionnent leur génération[En quoi ?] — Carrément à l'ouest de Jacques Doillon avec Lou Doillon, Shimkent Hôtel de Charles de Meaux, avec Melvil Poupaud et Romain Duris, La Cage d'Alain Raoust — mais aussi des films d'époque[C'est-à-dire ?] — La Chambre obscure de Marie-Christine Questerbert, adapté d'une nouvelle du Décaméron de Boccace, L'Âme en jeu de Roberto Faenza — et des films éclectiques[évasif] — La Californie de Jacques Fieschi avec Nathalie Baye et Roschdy Zem, Doo Wop de David Lanzmann, Bangkok Fighter de Jean-Marc Minéo.

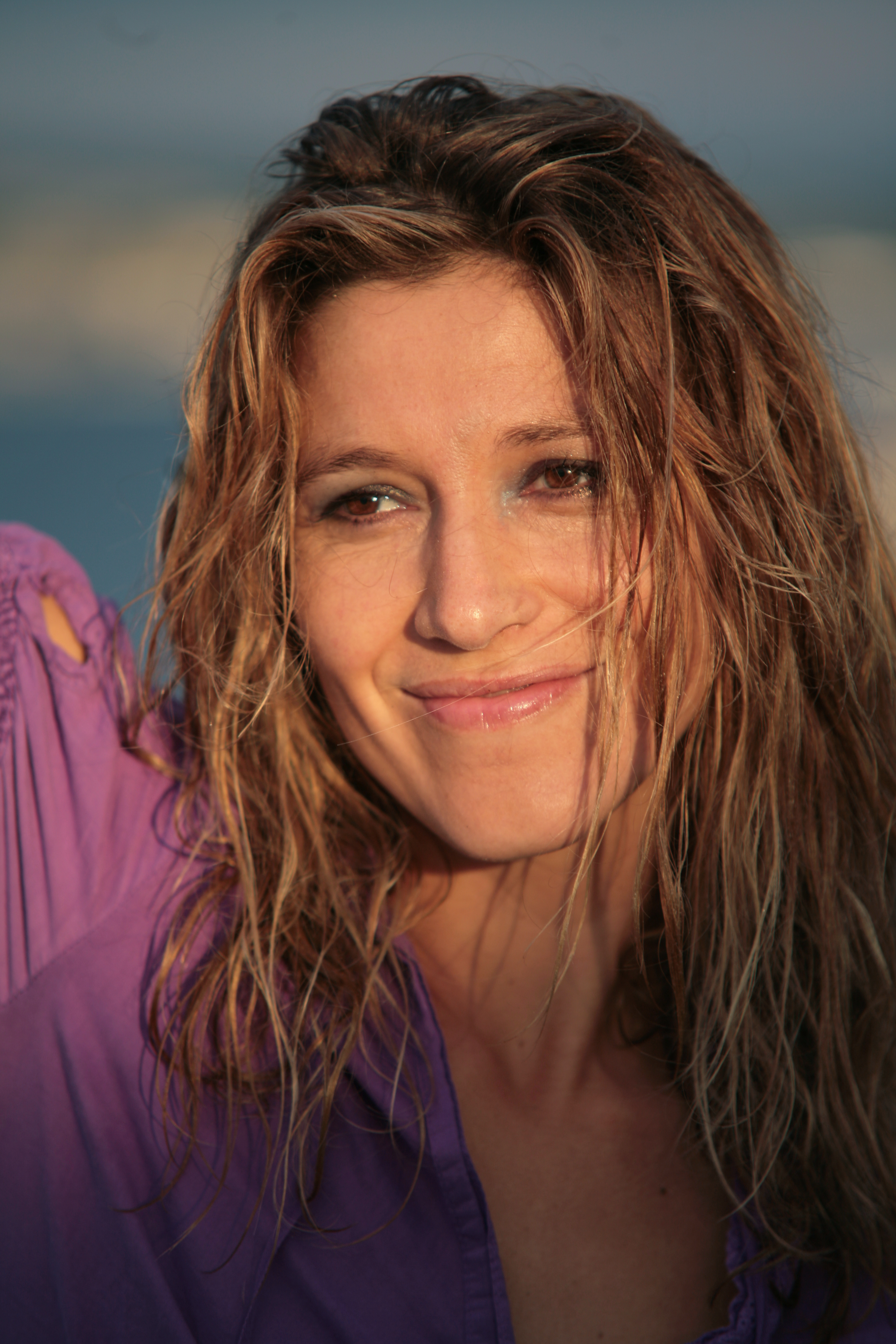
Caroline Ducey en octobre 2015.

En 2010, elle découvre le livre Fragments, constitué par des poèmes, des écrits intimes et des lettres écrites par Marilyn Monroe. Cette rencontre avec les textes de l'actrice est une révélation pour elle. En 2015, elle en obtient les droits d'adaptation pour la scène et l'autorisation par Anna Strasberg, pour pouvoir les interpréter sur une scène de théâtre,. Le livret du spectacle est conçu en résidence au Silencio de Paris, lieu culturel créé par le réalisateur David Lynch.
En octobre 2015, le spectacle Caroline Ducey interprétant sa sélection des écrits de Marilyn Monroe, accompagnée de David Lanzmann au piano et de Fredéric Sachs à la guitare, voit le jour au théâtre de La Boussole, mis en scène par David Lanzmann, Caroline Ducey et Marie-Sohna Condé,. Le spectacle est interrompu par les attentats du 13 novembre 2015, puis reprend au printemps 2016. Il est joué lors du festival Off d'Avignon au théâtre de l'Archipel en juillet 2017, puis à L'Atypik Théâtre en juillet 2019.
Entre-temps Caroline Ducey tourne pour la réalisatrice Danielle Arbid dans le film Passion simple avec Laetitia Dosch, La Douleur du réalisateur Emmanuel Finkiel avec Mélanie Thierry, À cause des filles..? de Pascal Thomas, Yafa du réalisateur guadeloupéen Christian Lara avec les acteurs Sidiki Bakaba et Luc Saint-Éloy, Jours sauvages réalisé par son époux David Lanzmann. Elle tient en 2019 le rôle féminin principal en langue anglaise dans le film indépendant américain Rear View Cataclysm d'Eric Frodsham.

### La Prédation (nom féminin)
En août 2024, Caroline Ducey accuse la réalisatrice Catherine Breillat d’avoir organisé un viol lors du tournage de Romance en 1999. Elle déclare avoir été sous l'emprise de la réalisatrice à l'époque, et ne pas avoir été prévenue que les scènes de sexe seraient non simulées. Elle raconte ces événements dans le livre La Prédation (nom féminin) publié chez Albin Michel en 2024.
Catherine Breillat dément ces accusations et affirme qu'elle était au courant et consentante.

## Filmographie

### Cinéma

#### Longs métrages
- 1994 : Trop de bonheur de Cédric Kahn : Mathilde (sous son vrai nom Caroline Trousselard)
- 1997 : Familles, je vous hais de Bruno Bontzolakis : Jessica
- 1999 : Romance de Catherine Breillat : Marie
- 1999 : Innocent de Costa Natsis : Anne
- 2000 : La Chambre obscure de Marie-Christine Questerbert : Aliénor
- 2001 : Carrément à l'ouest de Jacques Doillon : Silvia
- 2002 : L'Âme en jeu de Roberto Faenza : Marie Franquin
- 2002 : La Cage d'Alain Raoust : Anne Verrier
- 2003 : Shimkent Hotel de Charles de Meaux : Caroline
- 2003 : Ballo a tre passi de Salvatore Mereu : Solveig
- 2005 : Croisière de Natacha Cagnard : Léna
- 2005 : Doo Wop de David Lanzmann : Marie
- 2006 : La Californie de Jacques Fieschi : Lila
- 2007 : Une vieille maîtresse de Catherine Breillat : la dame de Pique
- 2008 : Le Plaisir de chanter d’Ilan Duran Cohen : Anna
- 2008 : J'ai rêvé sous l'eau de Hormoz : Juliette
- 2010 : Just Inès de Marcel Grant : Inès
- 2012 : Hôtel du Paradis de Claude Berne : Marie
- 2012 : Le Dernier clan (I Tercani) de Magà Ettori : Hiram Orsoni
- 2012 : Bangkok Renaissance de Jean-Marc Minéo : Clara
- 2013 : Young Couples de Marc di Domenico : Caroline
- 2017 : La Douleur d'Emmanuel Finkiel : la cliente du restaurant Saint-Georges
- 2018 : Open My Eyes de Marcel Grant : Sara
- 2019 : À cause des filles..? de Pascal Thomas : Claire
- 2019 : Yafa - Le pardon de Christian Lara[8]
- 2020 : Passion simple de Danielle Arbid : Anita
- 2021 : Jours sauvages de David Lanzmann : Gisela
- 2022 : Le Processus de paix d'Ilan Klipper et Camille Chamoux : Florence
- 2024 : Rear View Cataclysm d'Eric Frodsham : Florence
- 2024 : Dead Man Memory de Jean-Marc Minéo : Joanna

#### Courts et moyens métrages
- 1995 : Noël ! Noël ! de Claire Mercier
- 1996 : Porte-bonheur de Jean-Luc Perreard
- 1997 : La Couleur du son de Pedram Memarzadeh
- 2000 : Le Trèfle à quatre feuilles de Thierry Barrier
- 2001 : Entre deux rails de Claire Jeanteur : Joëlle
- 2002 : Bonne nouvelle de David Lanzmann
- 2003 : Nouvelle génération d'Artémio Benki
- 2004 : Handicap de Lewis-Martin Soucy : Natascha
- 2004 : Les étrangers d'Eskil Vogt
- 2005 : J'ai besoin d'air de Natacha Samuel : Anna
- 2005 : Naissance de l'orgueil d'Antonio Hébrard : Hélène
- 2005 : Convivium de Michael Nakache : Nadège
- 2005 : J'ai rêvé sous l'eau d'Hormoz : Juliette
- 2005 : Porte-bonheur de Jean-Luc Perréard
- 2005 : Pre Face de Jean-Marc Minéo
- 2005 : Dossier Caroline Karsen de Bernard Rosselli : Caroline Karsen
- 2007 : Os de Stanley Woodward : Gisèle
- 2007 : Le Job de Renaud Dujet
- 2008 : L'Emploi vide d'Antarès Bassis :  Elise Poinsot
- 2009 : Demi-deuil de Xanaé Bove : Felicia Ford
- 2009 : Deux de Nicolas Anthomé
- 2010 : Le Rescapé d'Aurélien Vernhes-Lermusiaux
- 2010 : Troppo Danzato, Troppo Pianto de Xanaé Bove
- 2011 : Quoi ? Quelle Histoire ? de Xanaé Bove : Nina
- 2011 : Bernard au hasard de Florence Bon : Eliane
- 2011 : Une île d'Anne Alix : Karine
- 2012 : Absence de marquage de Gregg Smith
- 2013 : Migraines d'Hélène Couturier : Léa
- 2014 : La Grenouille et Dieu d'Alice Furtado
- 2014 : La Magie de Noël de Mathieu Amalric
- 2017 : L'Âge parfait de Thomas Brunot : la mère de Julien
- 2017 : Guide de jardinage de Sara Jane Hatooka : Aria (voix)

### Télévision
- 1994 : Tous les garçons et les filles de leur âge (collection), épisode Bonheur de Cédric Kahn : Mathilde
- 1998 : L'Inventaire de Caroline Huppert (téléfilm) : Hermine
- 2000 : L'Amour prisonnier d'Yves Thomas (téléfilm) : Marthe
- 2000 : Petit Ben d'Ismaël Ferroukhi (téléfilm) : Ramona
- 2005 : Blanche Riviera (série télévisée) : Caroline Ledoux
- 2006 : Alice & Charlie (série télévisée), épisode Pilote : Audrey
- 2007 : Reporters (série télévisée), saison 1 : Marie Montheil
- 2007 : Les Bleus : premiers pas dans la police (série télévisée), saison 1, épisode 9 Faux semblants : Agnès Gautier
- 2010 : Les Petits Meurtres d'Agatha Christie (série télévisée), saison 1, épisode 5 Le Chat et les souris : Ève Mauger
- 2010 : Vital Désir de Jérôme Boivin (téléfilm) : Florence Vatel
- 2011 : Les Beaux Mecs de Gilles Bannier (mini-série), 2 épisodes : Nathalie
- 2013 : Section de recherches (série télévisée), saison 7, épisode 11 Belle à mourir : Justine
- 2015 : En immersion de Philippe Haïm (mini-série), épisode 2 Narcose : Sabine
- 2016 : Famille d'accueil (série télévisée), saison 9, épisode 3 Une visite inattendue : Laurène
- 2020 : Demain nous appartient (série télévisée), saison 3, 11 épisodes entre 161 et 173 : Héléna Sargue

### Doublage
- Julie Dreyfus : Sofie Fatale dans Kill Bill : Volume 1 ;
- voix off de personnification du fleuve de la Seine, dans le court-métrage poétique et écologique du vidéaste, photographe et plasticien colombien Ivan Argote "Le fond de la Seine" (2023), l'une des œuvres de l'accrochage annuel contemporain "La Seine de 1977 à nos jours", au musée parisien Carnavalet à partir de mars 2024 (d'abord présenté au public lors de la Nuit blanche de 2023).

## Théâtre
- 2003 : L'Étreinte de Luigi Pirandello, mise en scène François Orsoni
- 2003 : Valparaiso de Don DeLillo, mise en scène Thierry de Peretti, théâtre de Villeurbanne, théâtre d'Ajaccio
- 2004 : Une saison en enfer d'Arthur Rimbaud, mise en scène Thierry de Peretti, théâtre de Reims
- 2006 : Gravats de Loïc Flammeng, théâtre du Colombier de Bagnolet
- 2014 : Fragments, écrits intimes, lettres, poèmes de Marilyn Monroe, création au Silencio, mise en scène de Marie-Sohna Condé et David Lanzmann
- 2015-2016 : Fragments, écrits intimes, lettres, poèmes de Marilyn Monroe, accompagnée de David Lanzmann au piano et Fredéric Sachs à la guitare, Théâtre La Boussole
- 2017 : Les Fragments de Marilyn Monroe, festival Off d'Avignon Archipel Théâtre
- 2019 : Les Fragments de Marilyn Monroe, festival Off d'Avignon Atypik Théâtre